# Grand Prix Femenino de la FIDE 2022-23
El Grand Prix Femenino de la FIDE 2022-23 es una serie de cuatro torneos de ajedrez exclusivamente para mujeres, que formaron parte del ciclo de clasificación para el Campeonato Mundial Femenino de Ajedrez 2025 . De este torneo saldrían dos jugadoras que participarían del Torneo de Candidatas 2024.

## Formato
16 de las mejores jugadoras del mundo fueron seleccionadas para competir en estos torneos. Cada una acepta y se compromete a participar en exactamente tres de estos torneos. Ellas ordenaron su preferencia de torneos una vez que se anunció la lista final de ciudades anfitrionas y se asignaron las fechas a cada ciudad anfitriona.
Cada torneo es un torneo de todos contra todos de 12 jugadoras. Luego, se asignaron puntos de gran premio de acuerdo con la posición de cada jugador en el torneo: 160 puntos de gran premio para el primer lugar, 130 para el segundo lugar, 110 para el tercer lugar y luego 90 hasta 10 puntos en pasos de 10. En caso de empate en los puntos, los puntos del gran premio se reparten equitativamente entre los jugadores empatados. Aquella con más puntos es la ganadora.

### Desempates
En el caso de que dos o más jugadores tengan los mismos puntos acumulados en la parte superior, se utilizarán los siguientes criterios (en orden descendente) para decidir el ganador general:
1. El número de total puntos totales anotados en los cuatro torneos.
2. El número de primeros puestos
3. El número de segundos puestos
4. El número de juegos ganados
5. Sorteo

### Participantes
| Jugadora               | Métod de Clasificación | Elo (Marzo 2022) |
| ---------------------- | ---------------------- | ---------------- |
| Ju Wenjun              | Campeona del Mundo     |                  |
| Aleksandra Kosteniuk   | Copa del Mundo         | 2516             |
| Aleksandra Goryachkina | Copa del Mundo         | 2610             |
| Tan Zhongyi            | Copa del Mundo         | 2525             |
| Anna Muzychuk          | Copa del Mundo         | 2531             |
| Lei Tingjie            | Gran Suizo             |                  |
| Elisabeth Pähtz        | Nominada               | 2507             |
| Zhu Jiner              | Gran Suizo             | 2464             |
| Mariya Muzychuk        | Gran Suizo             | 2544             |
| Hou Yifan              | Rating                 |                  |
| Katerina Lagno         | Rating                 | 2550             |
| Nana Dzagnidze         | Rating                 | 2531             |
| Bibisara Assaubayeva   | Nominada               | 2434             |
| Dinara Wagner          | Nominada               | 2325             |
| Humpy Koneru           | Nominada               | 2586             |
| Alina Kashlinskaya     | Nominada               | 2490             |
| Dronavalli Harika      | Rating (Reemplazo)     | 2517             |
| Polina Shuvalova       | Rating (Reemplazo)     | 2504             |
| Zhansaya Abdumalik     | Rating (Reemplazo)     | 2493             |
| Nino Batsiashvili      | Reemplazo              | 2472             |
| Gunay Mammadzada       | Reemplazo              | 2454             |
| Bella Khotenashvili    | Reemplazo              | 2485             |
| Vaishali Rameshbabu    | Reemplazo              | 2403             |
| Oliwia Kiolbasa        | Reemplazo              | 2388             |

## Resultados

### Clasificación final
|    | Jugadora               | Astana | Munich | Nueva Delhi | Nicosia | Total |
| -- | ---------------------- | ------ | ------ | ----------- | ------- | ----- |
| 1  | Katerina Lagno         | 160    |        | 85          | 80      | 325   |
| 2  | Aleksandra Goryachkina | 130    |        | 133⅓        | 55      | 318⅓  |
| 3  | Zhu Jiner              | 110    | 65     | 133⅓        |         | 308⅓  |
| 4  | Aleksandra Kosteniuk   | 90     | 160    |             | 30      | 280   |
| 5  | Dronavalli Harika      |        | 90     | 50          | 110     | 250   |
| 6  | Tan Zhongyi            | 60     | 65     |             | 110     | 235   |
| 7  | Dinara Wagner          | 60     | 10     |             | 160     | 230   |
| 8  | Bibisara Assaubayeva   | 30     |        | 133⅓        | 55      | 218⅓  |
| 9  | Nana Dzagnidze         |        | 110    | 50          | 55      | 215   |
| 10 | Polina Shuvalova       | 10     |        | 85          | 110     | 205   |
| 11 | Humpy Koneru           |        | 130    | 70          |         | 200   |
| 12 | Zhansaya Abdumalik     | 80     | 65     | R           |         | 145   |
| 13 | Elisabeth Pähtz        | 30     | 65     | R           |         | 95    |
| 14 | Vaishali Rameshbabu    | 60     |        | 30          |         | 90    |
| 15 | Alina Kashlinskaya     | 30     | 30     |             |         | 60    |
| 16 | Gunay Mammadzada       |        |        |             | 55      | 55    |
| 17 | Nino Batsiashvili      |        |        | 50          |         | 50    |
| 18 | Mariya Muzychuk        |        | 40     |             |         | 40    |
| 19 | Anna Muzychuk          |        | 20     |             |         | 20    |
| 20 | Bella Khotenashvili    |        |        |             | 20      | 20    |
| 21 | Oliwia Kiolbasa        |        |        |             | 10      | 10    |

En cursiva, las jugadoras que actuaron como reemplazo pero no eran elegibles para clasificar al Torneo de Candidatas

### Astana
|    | Jugadora               | Elo  | 1 | 2 | 3 | 4 | 5 | 6 | 7 | 8 | 9 | 10 | 11 | 12 | Pts. |
| -- | ---------------------- | ---- | - | - | - | - | - | - | - | - | - | -- | -- | -- | ---- |
| 1  | Katerina Lagno         | 2558 |   | ½ | 1 | ½ | ½ | 1 | 1 | ½ | ½ | ½  | 1  | 1  | 8,0  |
| 2  | Aleksandra Goryachkina | 2571 | ½ |   | 1 | ½ | ½ | 1 | ½ | ½ | 1 | ½  | ½  | 1  | 7,5  |
| 3  | Zhu Jiner              | 2489 | 0 | 0 |   | ½ | 1 | ½ | 1 | ½ | 1 | ½  | ½  | 1  | 6,5  |
| 4  | Aleksandra Kosteniuk   | 2535 | ½ | ½ | ½ |   | 1 | 1 | 0 | 1 | ½ | 0  | 1  | 0  | 6,0  |
| 5  | Zhansaya Abdumalik     | 2497 | ½ | ½ | 0 | 0 |   | ½ | ½ | ½ | 1 | ½  | ½  | 1  | 5,5  |
| 6  | Tan Zhongyi            | 2517 | 0 | 0 | ½ | 0 | ½ |   | 1 | ½ | 1 | 1  | ½  | 0  | 5,0  |
| 7  | Dinara Wagner          | 2417 | 0 | ½ | 0 | 1 | ½ | 0 |   | ½ | 1 | ½  | 0  | 1  | 5,0  |
| 8  | Vaishali Rameshbabu    | 2433 | ½ | ½ | ½ | 0 | ½ | ½ | ½ |   | 0 | ½  | 1  | ½  | 5,0  |
| 9  | Alina Kashlinskaya     | 2491 | ½ | 0 | 0 | ½ | 0 | 0 | 0 | 1 |   | 1  | ½  | 1  | 4,5  |
| 10 | Bibisara Assaubayeva   | 2464 | ½ | ½ | ½ | 1 | ½ | 0 | ½ | ½ | 0 |    | 0  | ½  | 4,5  |
| 11 | Elisabeth Pähtz        | 2474 | 0 | ½ | ½ | 0 | ½ | ½ | 1 | 0 | ½ | 1  |    | 0  | 4,5  |
| 12 | Polina Shuvalova       | 2484 | 0 | 0 | 0 | 1 | 0 | 1 | 0 | ½ | 0 | ½  | 1  |    | 4    |

### Munich
|    | Jugadora             | Elo  | 1 | 2 | 3 | 4 | 5 | 6 | 7 | 8 | 9 | 10 | 11 | 12 | Pts. |
| -- | -------------------- | ---- | - | - | - | - | - | - | - | - | - | -- | -- | -- | ---- |
| 1  | Aleksandra Kosteniuk | 2535 |   | ½ | ½ | ½ | 0 | ½ | 1 | 1 | ½ | 1  | 1  | 1  | 7,5  |
| 2  | Humpy Koneru         | 2576 | ½ |   | ½ | ½ | ½ | ½ | ½ | 1 | ½ | 1  | 1  | ½  | 7    |
| 3  | Nana Dzagnidze       | 2513 | ½ | ½ |   | ½ | ½ | 1 | 1 | 0 | ½ | 1  | ½  | ½  | 6,5  |
| 4  | Dronavalli Harika    | 2501 | ½ | ½ | ½ |   | ½ | ½ | ½ | ½ | ½ | ½  | 1  | ½  | 6    |
| 5  | Zhu Jiner            | 2489 | 1 | ½ | ½ | ½ |   | 1 | 0 | ½ | 0 | 0  | ½  | 1  | 5,5  |
| 6  | Zhansaya Abdumalik   | 2497 | ½ | ½ | 0 | ½ | 0 |   | ½ | ½ | 1 | ½  | ½  | 1  | 5,5  |
| 7  | Tan Zhongyi          | 2517 | 0 | ½ | 0 | ½ | 1 | ½ |   | ½ | ½ | ½  | 1  | ½  | 5,5  |
| 8  | Elisabeth Pähtz      | 2474 | 0 | 0 | 1 | ½ | ½ | ½ | ½ |   | ½ | ½  | ½  | 1  | 5,5  |
| 9  | Mariya Muzychuk      | 2523 | ½ | ½ | ½ | ½ | 1 | 0 | ½ | ½ |   | 0  | ½  | ½  | 5    |
| 10 | Alina Kashlinskaya   | 2491 | 0 | 0 | 0 | ½ | 1 | ½ | ½ | ½ | 1 |    | ½  | 0  | 4,5  |
| 11 | Anna Muzychuk        | 2522 | 0 | 0 | ½ | 0 | ½ | ½ | 0 | ½ | ½ | ½  |    | 1  | 4    |
| 12 | Dinara Wagner        | 2417 | 0 | ½ | ½ | ½ | 0 | 0 | ½ | 0 | ½ | 1  | 0  |    | 3,5  |

### Nueva Delhi
|    | Jugadora               | Elo  | 1 | 2 | 3 | 4 | 5 | 6 | 7 | 8 | 9 | 10 | 11 | 12 | Pts. |
| -- | ---------------------- | ---- | - | - | - | - | - | - | - | - | - | -- | -- | -- | ---- |
| 1  | Aleksandra Goryachkina | 2571 |   | 1 | ½ | ½ | ½ | ½ | 1 | 1 | ½ | ½  |    |    | 6    |
| 2  | Bibisara Assaubayeva   | 2464 | 0 |   | ½ | ½ | 1 | ½ | 1 | 1 | ½ | 1  |    |    | 6    |
| 3  | Zhu Jiner              | 2489 | ½ | ½ |   | 1 | ½ | 1 | ½ | ½ | ½ | 1  |    |    | 6    |
| 4  | Katerina Lagno         | 2558 | ½ | ½ | 0 |   | ½ | ½ | ½ | ½ | 1 | 1  |    |    | 5    |
| 5  | Polina Shuvalova       | 2484 | ½ | 0 | ½ | ½ |   | ½ | 0 | 1 | 1 | 1  |    |    | 5    |
| 6  | Humpy Koneru           | 2576 | ½ | ½ | 0 | ½ | ½ |   | ½ | ½ | 1 | ½  |    |    | 4,5  |
| 7  | Nino Batsiashvili      | 2489 | 0 | 0 | ½ | ½ | 1 | ½ |   | 0 | ½ | ½  |    |    | 3,5  |
| 8  | Dronavalli Harika      | 2501 | 0 | 0 | ½ | ½ | 0 | ½ | 1 |   | ½ | ½  |    |    | 3,5  |
| 9  | Nana Dzagnidze         | 2513 | ½ | ½ | ½ | 0 | 0 | 0 | ½ | ½ |   | 1  |    |    | 3,5  |
| 10 | Vaishali Rameshbabu    | 2433 | ½ | 0 | 0 | 0 | 0 | ½ | ½ | ½ | 0 |    |    |    | 2    |
| 11 | Zhansaya Abdumalik     | 2497 |   |   |   |   |   |   |   |   |   |    |    |    | w/o  |
| 12 | Elisabeth Pähtz        | 2474 |   |   |   |   |   |   |   |   |   |    |    |    | w/o  |

### Nicosia
|    | Jugadora               | Elo  | 1 | 2 | 3 | 4 | 5 | 6 | 7 | 8 | 9 | 10 | 11 | 12 | Pts. |
| -- | ---------------------- | ---- | - | - | - | - | - | - | - | - | - | -- | -- | -- | ---- |
| 1  | Dinara Wagner          | 2417 |   | ½ | ½ | ½ | 1 | 0 | ½ | 1 | ½ | ½  | 1  | 1  | 7    |
| 2  | Polina Shuvalova       | 2484 | ½ |   | ½ | ½ | 0 | 1 | 1 | ½ | ½ | ½  | ½  | 1  | 6,5  |
| 3  | Tan Zhongyi            | 2517 | ½ | ½ |   | ½ | ½ | ½ | ½ | ½ | ½ | 1  | ½  | 1  | 6,5  |
| 4  | Dronavalli Harika      | 2501 | ½ | ½ | ½ |   | ½ | ½ | 1 | ½ | ½ | ½  | ½  | 1  | 6,5  |
| 5  | Katerina Lagno         | 2558 | 0 | 1 | ½ | ½ |   | 1 | ½ | ½ | ½ | ½  | ½  | ½  | 6    |
| 6  | Gunay Mammadzada       | 2449 | 1 | 0 | ½ | ½ | 0 |   | ½ | ½ | ½ | ½  | ½  | 1  | 5,5  |
| 7  | Bibisara Assaubayeva   | 2464 | ½ | 0 | ½ | 0 | ½ | ½ |   | ½ | ½ | 1  | 1  | ½  | 5,5  |
| 8  | Aleksandra Goryachkina | 2571 | 0 | ½ | ½ | ½ | ½ | ½ | ½ |   | 1 | ½  | 0  | 1  | 5,5  |
| 9  | Nana Dzagnidze         | 2513 | ½ | ½ | ½ | ½ | ½ | ½ | ½ | 0 |   | 0  | 1  | 1  | 5,5  |
| 10 | Aleksandra Kosteniuk   | 2535 | ½ | ½ | 0 | ½ | ½ | ½ | 0 | ½ | 1 |    | ½  | ½  | 5    |
| 11 | Bella Khotenashvili    | 2478 | 0 | ½ | ½ | ½ | ½ | ½ | 0 | 1 | 0 | ½  |    | ½  | 4,5  |
| 12 | Oliwia Kiolbasa        | 2422 | 0 | 0 | 0 | 0 | ½ | 0 | ½ | 0 | 0 | ½  | ½  |    | 2    |

1. ↑  La página oficial cita incorrectamente que Oliwia Kiolbasa participó en lugar de Kashlinskaya